# Heuloh
Heuloh ist ein Gemeindeteil der Großen Kreisstadt Selb im Landkreis Wunsiedel im Fichtelgebirge (Oberfranken, Bayern).
Die Einöde befindet sich etwa mittig zwischen den beiden Gemeindeteilen Neuhof und Stopfersfurth, von denen aus er erreicht werden kann. Das Ortszentrum befindet sich in einer Entfernung von etwa anderthalb Kilometern in nordwestlicher Richtung.
Das erste Haus wurde hier im Jahre 1710 von einem Küfer erbaut. Die Ansiedlung wird heute landwirtschaftlich genutzt.